# Franco Colletta
Franco Colletta (Salice Salentino, 15 gennaio 1926 – Roma, 17 agosto 2017) è stato un giornalista, scrittore, poeta e narratore italiano.

## Biografia
Figlio di un decoratore, si formò come autodidatta leggendo avidamente  tutti i grandi della letteratura italiana, in particolare Ugo Foscolo e Giacomo Leopardi.
Nel 1943 si iscrisse al Partito Comunista Italiano e, l'anno successivo, fu tra i fondatori della sezione del partito del suo paese.
Il suo impegno politico e le sue idee, nel clima di acceso scontro ideologico del dopoguerra, entrarono fatalmente in conflitto con quella che era la realtà sociale di un piccolo centro agricolo del meridione, conformista e asservito a latifondisti e notabili.
La pressione sociale e quella della sua stessa famiglia (il padre lavorava grazie soprattutto alle commissioni della chiesa e dei ricchi proprietari terrieri del paese) lo indussero a scegliere il cammino dell'emigrazione, comune, in quegli anni, a tanti giovani meridionali.
Scrisse per diversi giornali del nord (soprattutto per “Il Gazzettino” di Venezia, per "Cronache Veneziane" e per "Quaderni di ricerca") e in seguito lavorò presso l'ufficio stampa dell'INAIL a Roma.
Conobbe Umberto Saba, con il quale intrattenne uno scambio epistolare che durò fino alla morte di questi, e fu amico di Mario dell'Arco e di Diego Valeri. Come scrittore fu attivo soprattutto negli anni cinquanta, durante i quali pubblicò diverse raccolte di poesie.
Profondamente influenzata dall'opera di Rocco Scotellaro  e dall'esperienza del realismo socialista, la sua poesia, pur radicata nel clima ideologico e culturale del tempo, conserva una notevole matrice lirica , unita ad uno stile limpido e personale.

## Pubblicazioni
- Prima rondine: Breve raccolta di versi - 1952 Venezia, Tip. Veneta
- Compagno al paese - 1952 Venezia, Tip. Veneta
- Umiliati: Novelle - 1952 Venezia, Tip. Veneta
- Quaderno di poesie - 1953 Venezia, Tip. Veneta
- Verso l'avvenire - 1955 Mestre, Tip. E. Vianelli
- Grumi di sillabe - 1956 Mestre, Tip. E. Vianelli
- Mida Re, Patrum nostrum memoria  - 1956 Mestre, Tip. E. Vianelli
- Dal sud al nord (racconti) - 1958 Roma, A.Rossi
- Ballate fuori tempo - 1960 Brescia, Soc. editrice Vannini
- Meridiani e paralleli - 1968 Roma, Dell'Arco
- Se cent'anni una storia - 1974 Roma, Barulli